# Vektroid
Vektroid, właśc. Ramona Andra Xavier (ur. 19 sierpnia 1992 w stanie Waszyngton) – amerykańska producentka muzyki elektronicznej oraz graficzka komputerowa pochodząca z Portland w Oregonie. Tworzyła pod wieloma pseudonimami, m.in. dstnt, Laserdisc Visions, New Dreams Ltd., Virtual Information Desk i PrismCorp Virtual Enterprises. Odegrała znaczącą rolę w popularyzacji gatunku vaporwave, wydając pod pseudonimem Macintosh Plus swój dziewiąty album studyjny Floral Shoppe przyczyniła się do wzrostu zainteresowania gatunkiem w całym internecie.

## Dyskografia
| rok  | Pseudonim                     | Nazwa albumu               | Uwagi                                                               |
| ---- | ----------------------------- | -------------------------- | ------------------------------------------------------------------- |
| 2009 | Vektordrum                    | Capitose Windowpane        |                                                                     |
| 2009 | Vektordrum                    | Deciphered                 |                                                                     |
| 2009 | Vektordrum                    | Fraktalseq: Blossom        |                                                                     |
| 2009 | Vektordrum                    | I, Banished                |                                                                     |
| 2009 | Vektordrum                    | Hello1&2                   |                                                                     |
| 2010 | Vektordrum                    | Geese                      |                                                                     |
| 2010 | dstnt                         | isÆ                        |                                                                     |
| 2010 | dstnt                         | Night Signals II           |                                                                     |
| 2010 | dstnt                         | iss2+2                     |                                                                     |
| 2010 | Vektroid                      | Telnet Erotika             | Ponownie wydany w 2017 jako Telnet Complete                         |
| 2011 | Vektroid                      | Polytravellers             |                                                                     |
| 2011 | Vektroid                      | Starcalc                   |                                                                     |
| 2011 | Vektroid                      | Neo Cali                   |                                                                     |
| 2011 | Fuji Grid TV                  | Prism Genesis              | Ponownie wydany w 2016 jako Fuji Grid TV EX                         |
| 2011 | Laserdisc Visions             | New Dreams Ltd.            |                                                                     |
| 2011 | New Dreams Ltd.               | Initiation Tape - Part One | Ponownie wydany w 2014 jako Initiation Tape: Isle of Avalon Edition |
| 2011 | esc不在                       | MIDI Dungeon               |                                                                     |
| 2011 | Tanning Salon                 | Dream Castle               |                                                                     |
| 2011 | Macintosh Plus                | Floral Shoppe              |                                                                     |
| 2012 | 情報デスクVIRTUAL             | 札幌コンテンポラリー       |                                                                     |
| 2012 | Sacred Tapestry               | Shader                     |                                                                     |
| 2012 | Vektroid                      | Color Ocean Road           |                                                                     |
| 2013 | PrismCorp Virtual Enterprises | Home™                      |                                                                     |
| 2013 | PrismCorp Virtual Enterprises | ClearSkies™                |                                                                     |
| 2016 | CTO                           | GDGA1                      | We współpracy z Rayem Shermanem                                     |
| 2016 | New Dreams Ltd.               | Sleepline                  |                                                                     |
| 2016 | New Dreams Ltd.               | Eden                       |                                                                     |
| 2016 | PALACIO DEL RIO               | NO TITLE                   | We współpracy z Siddiqiem                                           |
| 2016 | Vektroid                      | Midnight Run               | We współpracy z Siddiqiem                                           |
| 2016 | Vektroid                      | Vektroid Texture Maps      |                                                                     |
| 2016 | Vektroid                      | Big Danger                 |                                                                     |
| 2016 | Vektroid                      | RE•SET                     |                                                                     |
| 2017 | Vektroid                      | Seed & Synthetic Earth     |                                                                     |
| 2017 | Peace Forever Eternal         | Nextcentury                |                                                                     |
| 2022 | New Dreams Ltd.               | Fuji Grid TV II: EMX       |                                                                     |

## Życie prywatne
Urodziła się w stanie Waszyngton, a obecnie mieszka w Portland w stanie Oregon. Jest transpłciową kobietą.